# 聖保祿教堂 (愛丁堡)

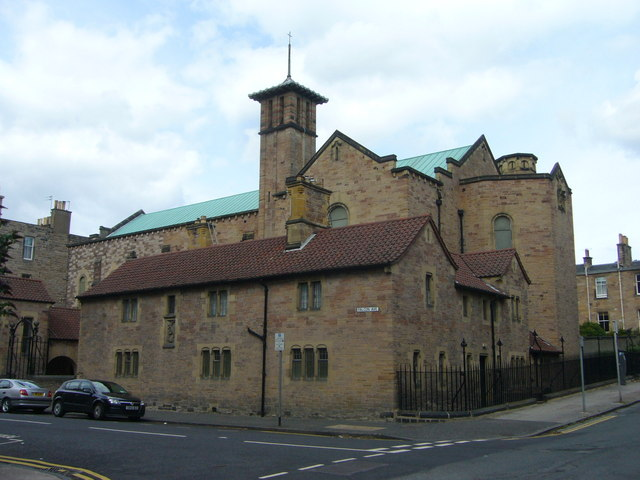

聖保祿教堂（St Peter's Church）是英國蘇格蘭愛丁堡的一座天主教會的教區教堂，位於愛丁堡西南部的Morningside地區。

## 历史
這座教堂的設計者是Robert Lorimer爵士，修建於1906年至1907年，並在1928年至1929年擴建了中殿。這座教堂是A級登錄建築。

## 外部連結
- St Peter's Parish site （页面存档备份，存于）

55°55′50″N 3°12′22″W / 55.9305°N 3.20622°W